# Полиптих Валле Ромита
«Полиптих Валле Ромита» (итал. Polittico di Valle Romita) — картина итальянского живописца Джентиле да Фабриано. Создана около 1410 года. Хранится в Пинакотеке Брера в Милане (в коллекции с 1811 года — пять основных досок, с 1901 года — малые доски).

## Описание
Доски полиптиха, раннего шедевра художника первой четверти XV века не одновременно поступили из монастыря Валле Ромита, расположенного неподалеку от Фабриано, и были вмонтированы в готические оклады, что не соответствует первоначальному виду произведения. Тем не менее, полиптих представляет собой возвышенную и сложную антологию мотивов интернациональной готики.
Большая центральная сцена из Коронования Богоматери происходит на богатом и ярком золотом «райском» фоне; святые одеты в красивые драпировки, тонко очерченные волнообразными линиями рисунка. Маленькие фигурки музыкантов-ангелов расположились внизу на небосводе; чуть ниже, на звездном небе, находится подпись художника: «Gentilis de fabriano pinxit». Четверо святых, изображенных на боковых досках, стоят над травами и цветами сказочного сада. Изящные очертания, мягкая экспрессия, изысканные детали создают атмосферу сказочных снов, напоминают великолепные образцы позднеготического стиля.
Мистическому и умозрительному духу главных досок противопоставляется живость изложения четырех небольших историй святых, первичное размещение которых в рамках общей композиции картины не понятно. Как и эта картина убийства св. Петра, все сюжеты развиваются на фоне горных пейзажей и городских перспектив. Динамика фигур четырех святых (Иеронима, Франциска, Доминика и Магдалины) направлена к центральной картине, словно подчиняясь определенной мистической процессии, следует через цветущий сад (намек на земной рай Эдем). Тогда как Коронование Богоматери, находящееся в центре, помещено в золотое сияние Эмпирея.
Центральная сцена посвящена прославлению Богоматери, одной из самых распространенных тем в искусстве XV века. Мария смиренно объединяется с Троицей: Бог-Отец, окруженный огненными серафимами, расположенный в верхней части, Святой Дух в образе белого голубя — в центре, Бог-Сын надевает корону на голову Марии.